# Ochsattel
Der Ochsattel ist ein 820 m ü. A. hoher Gebirgspass im südlichen Niederösterreich, der vom Traisental nach Süd-Osten zur Grünen Schwarza führt. Über ihn führt als Passstraße auch die Gutensteiner Straße B21, sie steigt nach der Passhöhe noch ein wenig nach Osten an, senkt sich dann in die Kalte Kuchl und führt über den Rohrer Sattel in die Region des Piestingtales und ins Schneeberg-Gebiet.
Der Anstieg im Traisental beginnt bei Hohenberg bzw. Hofamt (480 m) und ist auf zwei Landesstraßen möglich. Er verläuft relativ sanft, während die Scheitelstrecke etwa 10 % Neigung aufweist. 5 km nach der Passhöhe senkt sich die Straße nach Osten in die Kalte Kuchl – eine kleine Ortschaft rund um den gleichnamigen Gasthof. Dort teilt sich die Straße in 3 mögliche Routen:
- Nach Norden durchs Innerhalbach und an der Jochart (1266 m) vorbei nach Kleinzell und weiter ins Gölsental und nach Hainfeld
- in östlicher Richtung nach Rohr im Gebirge und Gutenstein
- nach Süden über den Gschaiderwirt nach Schwarzau im Gebirge und weiter durch das Höllental zu Schneeberg / Rax bzw. ins Wiener Becken.

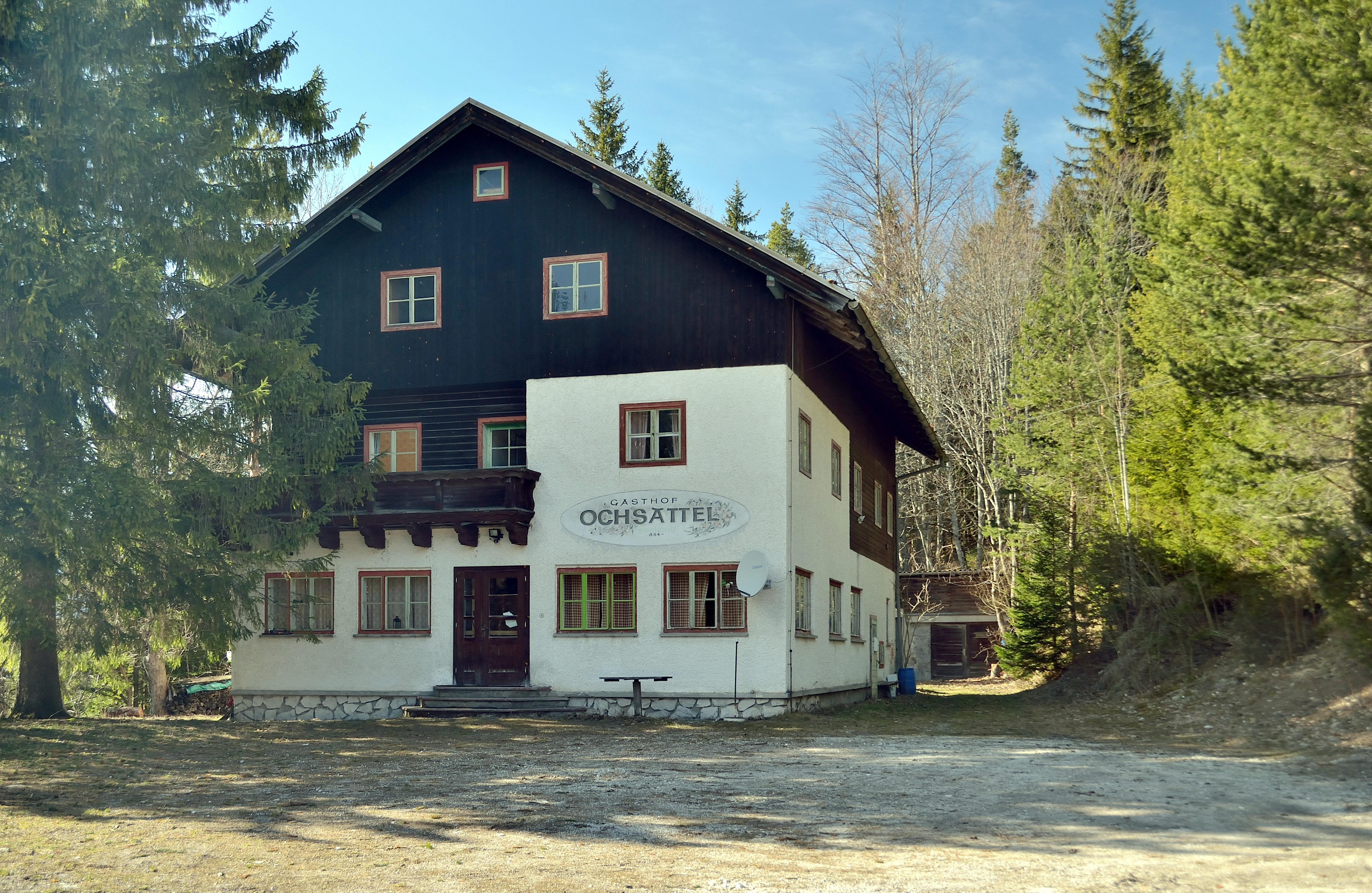
Ehemaliger Gasthof Ochsattel